# Julie Bataille
Julie Bataille (18 de octubre de 1975) es una actriz francesa.

## Biografía
Julie Bataille comenzó en el cine con solo 13 años junto a Béatrice Dalle en Quimera, de Claire Devers, presentada en el festival de Cannes. 
Se reencuentra con Béatrice Dalle algunos años más tarde en Clubbed to Death (Lola) (1997). Mientras tanto en 1990, Diane Kurys le ofrece su primer rol en La Baule-los-Pinos, junto a Nathalie Baye y Richard Berry.
Tras algunas apariciones en series televisadas (Julie Lescault, Nestor Burma) la actriz consigue el papel de Pamela Rosa en Mais qui a tué Pamela Rose?, película de culto de Éric Lartigau. En la televisión Julie aparece en 14 episodios de Sauveur Giordano, de 2001 a 2007, junto a Pierre Arditi, con el que forma un dúo de choque padre/hija. Sale poco en la gran pantalla, un pequeño papel junto a Steve Buscemi en el segmento "Tuileries" de Paris, je t'aime (2006), de los hermanos Coen.
Después de seis años alejada del cine, la actriz vuelve en 2013 con Claire Denis en el thriller Les salauds, junto a Vincent Lindon y Chiara Mastroianni.

## Filmografía

### Cine
- 1989 : Quimera de Claire Devers — Mimi
- 1989 : La Baule-los-Pinos de Diane Kurys — Frédérique
- 1997 : Clubbed to Death (Lola) de Yolande Zauberman — Johanna
- 2003 : Mais qui a tué Pamela Rose? de Éric Lartigau — Pamela Rosa
- 2006 : Paris, je t'aime (segmento Tuileries) de Joel e Ethan Coen — Julie
- 2010 : Los Mejores Amigos del mundo de Julien Rambaldi — La voz de los lavabos (solo voz)
- 2013 : Les salauds de Claire Denis — Sandra

### Televisión
- 1993 : Julie Lescaut - episodio "Cuadro Negro"  -Valérie Sénéchal
- 1994: La gran Hija de Jean-Paul Salomé — Marion
- 1999, L'histoire du samedi: episodio Les coquelicots sont revenus de Richard Bohringer — Karine
- 1999: Un hombre en cólera, episodio Homicidio para dos de Dominique Tabuteau — Carole
- 2000: Una mujer de honor de David Delrieux, episodio : Su y luz — Amélie
- 2001: La Bahía del arcángel de David Delrieux — Valérie
- 2001: Nestor Burma - Baza cœur de David Delrieux — Nathalie Beaulieu
- 2001: Mediterráneo de Henri Helman — Sylvie
- 2001-2008 : Sauveur Giordano — Estación 1 a 6 — Julie Giordano
- 2002: Louis la Brocante — Louis y la academia de los cuatro jueves de Philippe Roussel - Chloé
- 2002: Un fin de semana para decirlo de Jean-Pierre Vergne — Julie
- 2003: Un verano de canicule de Sébastien Grall — Lily
- 2004 : A cran, dos años después de Alain Tasma — Nadia
- 2006 : Del sabor y de los colores de Michaëla Watteaux — Isabelle Lecoeur
- 2006 : Laura — Agnès
- 2006 : Marion Jourdan, episodio : Tueur de flics de Jean-Marc Seban — Julie
- 2008 : Duval y Moretti de Denis Amar, episodio Un olor de pólvora — Sophie Monnier
- 2009 : Padre y alcalde, episodio la Reconquète